# Jaloviarka
Jaloviarka (1429 m) – wzniesienie w północnej części Niżnych Tatr na Słowacji. Znajduje się w północno-zachodnim grzbiecie masywu Bôr. Grzbiet ten oddziela Krížską dolinę (Krížska dolina) od dolinki Mošnica. Kolejno znajdują się w nim: Jaloviarka (1449 m) i Uhlisko (1229 m). Jaloviarka nie jest szczytem we właściwym rozumieniu tego słowa, a tylko punktem załamania grzbietu, w którym z łagodnego staje się on bardziej stromy, na dokładkę zmienia kierunek. Zachodnie stoki Jaloviarki opadają do doliny Mošnica, w kierunku wschodnim, do Krížskiej doliny opada z Jaloviarki grzbiet oddzielający dolinki wciosowe dwóch potoków uchodzących do Palúdžanki.
Wschodnie stoki Jaloviarki są porośnięte lasem, grzbiet Jaloviarki i stoki zachodnie, opadające do doliny Mošnica są trawiaste – to dawne hale pasterskie. Przez Jaloviarkę nie prowadzi żaden szlak turystyczny. Stoki wschodnie znajdują się w obrębie Parku Narodowego Niżne Tatry, stoki zachodnie (w Krížskiej dolinie) są poza terenem tego parku. Granica parku narodowego prowadzi na tym odcinku północno-zachodnim grzbietem Bôru przez szczyt Jaloviarki i Uhliska.